# وعزان (ادا اونفي)
وعزان هو دُوَّار يقع بجماعة تيمليلت، إقليم شيشاوة، جهة مراكش آسفي في المملكة المغربية. ينتمي الدوّار لمشيخة ادا اونفي التي تضم 16 دوار. يقدر عدد سكانه بـ 257 نسمة حسب الإحصاء الرسمي للسكان والسكنى لسنة 2004.

## روابط خارجية
- البوابة الوطنية للجماعات الترابية
- المندوبية السامية للتخطيط